# 東海大学スポーツ医科学研究所
東海大学スポーツ医科学研究所（とうかいだいがくすぽーついかがくけんきゅうじょ、英称：Tokai University The Sports Medical Science Research Institute）は、スポーツ選手の競技力向上、一般人の健康・体力増進のための運動に関する各種研究活動を行う東海大学のスポーツ医科学分野の研究所である。

## 概要
医科学研究、技術研究、障害研究、国際交流の4つを柱に据え、体育学部、医学部、工学部、理学部を始めとする総合大学の利点を活かした学際的研究を進める研究所として設立された。特に科学の実践への活用を掲げ、体育学部や本学スポーツ教育センターと連携した『東海大学スポーツサポートシステム』を構築し、分野を５部門に分けて活動を推進している。また、これらの知見を活かした民間企業、公共団体などの外部団体から委託研究の受託、各種講演や教育講座や地域貢献活動も取組んでいる。

## 沿革
- 1987年10月1日 - 東海大学スポーツ医科学研究所を設立。
- 1988年4月1日 - 東海大学スポーツ医科学研究所を開設。
- 1995年3月 - 当研究所が入居する湘南校舎15号館が竣工。
- 2016年4月 - フィットネスセンター、トレーニングセンターがリニューアルオープン。

## 部門
- トレーニング部門
- メディカル部門
- メンタルトレーニング部門
- 栄養サポート部門
- 科学的サポート部門